# Ememem
Ememem, francoski ulični umetnik ali umetnica.
Je anonimni/-a ulični umetnik/-ca, ki deluje zlasti v francoskem Lyonu. Ustvarja pisane mozaike z geometričnimi vzorci v razpokah na pločnikih ali fasadah, kar imenuje flacking. Dela ponoči, da skrije svojo identiteto, tako da nove mozaike ljudje odkrijejo zjutraj. Skovanka, glagol flacking, izvira iz francoskega besede flaque – »luža« ali »bazenček«. Kot vpliv navaja Jeana Dubuffeta.

## Delo
Prvi mozaik je ustvaril(a) leta 2011 v neki stranski ulici v domačem Lyonu, s keramiko pa dela že od prej. Od leta 2016 je razširil(a) območje delovanja širom Francije, prepoznavni mozaiki pa so se pojavili tudi v Španiji, Italiji in več drugih državah. Znani so predvsem mozaiki v Lyonu, ki jih nekateri obiskovalci mesta posebej poiščejo.
Leta 2021 ga/jo je javno podjetje Société du Grand Paris najelo za okrasitev nove postaje omrežja Grand Paris Express. Poleg ulične umetnosti občasno ustvarja tudi po naročilu za razstave.
V Lyonu je poznan(a) kot »ulični kirurg« (le chirurgien des trottoirs). V intervjuju je izjavil(a), da se umetniško ime Ememem nanaša na zvok mopeda, s katerim se vozi naokrog in išče kraje za ustvarjanje. Vztrajno zavrača neposredne intervjuje in ne želi izdati svoje starosti ali spola. Fotografije svojih del deli na Instagramu, na uporabniškem profilu @ememem.flacking, ki je imel konec maja 2023 skoraj 170.000 sledilcev.